# Brabham BT59Y
O BT59Y é o modelo utilizado da Brabham na temporada de 1991 nos GPs: Estados Unidos e Brasil. Conduziram o modelo: Martin Brundle e Mark Blundell.

## Resultados[1]
(legenda) 
| Ano  | Chassi | Motor           | Pneus | N° | Pilotos        | 1   | 2   | 3   | 4   | 5   | 6   | 7   | 8   | 9   | 10  | 11  | 12  | 13  | 14  | 15  | 16  | Pontos | Posição |  |
| ---- | ------ | --------------- | ----- | -- | -------------- | --- | --- | --- | --- | --- | --- | --- | --- | --- | --- | --- | --- | --- | --- | --- | --- | ------ | ------- |  |
|      |        |                 |       |    |                |     |     |     |     |     |     |     |     |     |     |     |     |     |     |     |     |        |         |  |
|      |        |                 |       |    |                | USA | BRA | SMR | MON | CAN | MEX | FRA | GBR | ALE | HUN | BEL | ITA | POR | ESP | JPN | AUS |        |         |  |
| 1991 | BT59Y  | Yamaha OX99 V12 | P     | 7  | Martin Brundle | 11  | 12  |     |     |     |     |     |     |     |     |     |     |     |     |     |     | 01 (3) | 10°1    |  |
| 1991 | BT59Y  | Yamaha OX99 V12 | P     | 8  | Mark Blundell  | Ret | Ret |     |     |     |     |     |     |     |     |     |     |     |     |     |     | 01 (3) | 10°1    |  |

↑1  As catorze provas utilizou o chassi BT60Y marcando 3 pontos totais.